# Váleční psi

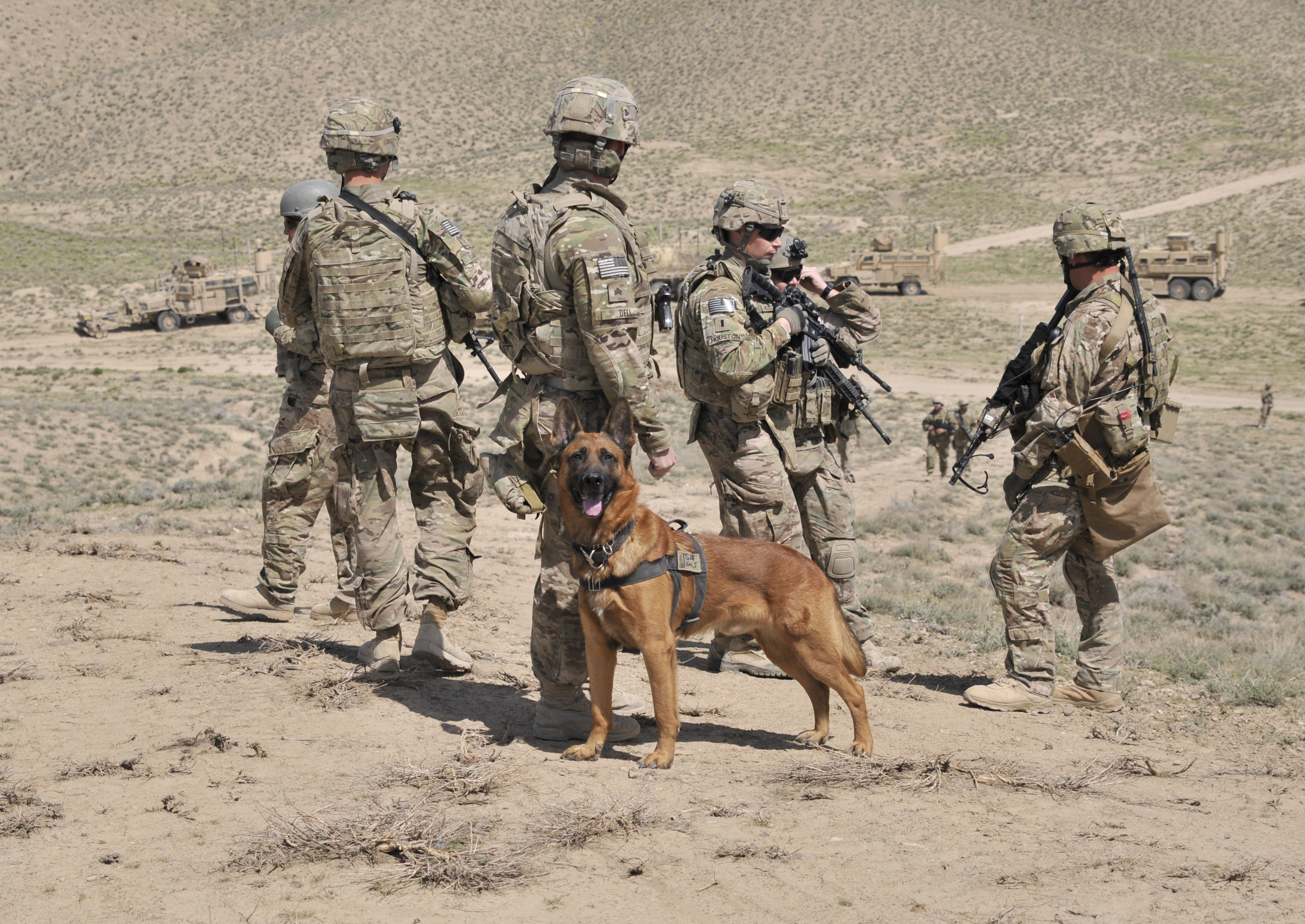

Psi ve válce mají dlouhou historii, která začíná ve starověku. Od tréninku v boji, po použití jako průzkumníci, hlídači či sledovatelé, bylo jejich využití rozmanité a i v moderním vojenském použití se psi k těmto účelům někdy využívají.

## Historie válečných psů
Bojová plemena psů hrála svou roli ve válečných konfliktech po tisíciletí. Psi byli součástí vojsk při válečných taženích už ve starověku. Byli využívání především ke střežení vojenských ležení, pomáhali při lovu zvěře aby byla armáda lépe zásobena čerstvým mase, ale byli nasazování i přímo do bojů. Důležitou roli hrál i vzhled psa, který měl v nepříteli budit strach a hrůzu. V první světové válce mělo například Německo 30 000 válečných psů a Francie 20 000.
Na začátku 30. let 20. století se v Sovětském svazu začali cvičit psi jako nosiči min. Později byl mechanismus předělán a psi sloužili přímo jako živé bomby. Během tréninků taktika fungovala, v boji však o dost méně, psi se jedoucích tanků a jejich hlasitosti báli. Z prvních třiceti vycvičených psů, v roce 1941, údajně nálož odpálili jen čtyři.

## Výběr vhodných psů
Pro službu u vojenských jednotek jsou vybírání psi velice přísně. Důležitý je především zdravotní stav, kdy je pes vyšetřen přes odběr krve až po rentgen kyčelních kloubů. Po důkladné zdravotní prohlídce následuje dvou až tříměsíční základní kurz. Psi jsou děleni na hlídkový obranný pes a pes specialista. Pes specialista je určen pro vyhledávání zbraní, výbušnin nebo drog.

### Vhodná plemena
Ne každé psí plemeno je ale vhodné pro náročný výcvik. Nejznámějšími plemeny vybíranými pro službu jsou německý ovčák, belgický ovčák, Rotvajler.

## Výcvik psů
Pro výcvik vojenských psů je důležitý předpoklad, že pes a jeho psovod tvoří tým. Denně se výcviku pes věnuje přibližně 6 hodin. Důležitou součástí výcviku je správná motivace psa, kterou je zpravidla odměna, hračka nebo lov. Chuť psa k lovu je důležitou součástí výcviku psa hlídkového - obranného. Po ukončení základního kurzu, pes získá náležité hodnocení a je přiřazen k vojenskému útvaru, kde jeho výcvik dále pokračuje. Pes je ale cvičen i mimo vojenský útvar nebo cvičiště, např. v metru, skladech, nádraží, na různých velkých i malých akcích, aby byl odolný vůči stresu z nového prostředí, hluku, pachům a pod.

## Nasazení psů
Vojenský pes slouží šest až devět let. Délka služby záleží na jeho zdravotním stavu, specializaci a místě nasazení. Své výborné schopnosti prokázali vojenští psi nasazení na zahraničních misích v Iráku, Kosovu a Afghánistánu. Zde střídají po půl roce služby.